# Espen Sandberg
Espen Sandberg (født 16. juni 1971 i Sandefjord) er en norsk filinstruktør og reklameproducent som sammen med sin makker, Joachim Rønning, i 2006 lavede den franskproducerede westernkomedie Bandidas i Mexico.
I Norge er Rønning og Sandberg muligvis bedst kendt for at have instrueret storfilmen "Max Manus" fra 2008 med Aksel Hennie i hovedrollen. Duoen har også instrueret Solo-reklamen Skihoppern og Superbowl-reklamen for Budweiser fra 2000. Instruktørduoen er barndomsvenner og gik sammen på filmskolen i Stockholm fra 1992 til 1994. I 1993 etablerede de selskabet Roenberg.